# Víktor Záitsev
Viktor Zaitsev (Uzbekistán, Unión Soviética, 6 de junio de 1966) es un atleta soviético retirado especializado en la prueba de lanzamiento de jabalina, en la que ha conseguido ser subcampeón europeo en 1990.

## Carrera deportiva
En el Campeonato Europeo de Atletismo de 1990 ganó la medalla de plata en el lanzamiento de jabalina, llegando hasta los 83.30 metros, siendo superado por el británico Steve Backley y por delante del sueco Patrik Boden (bronce con 82.66 metros).